# 1093 (číslo)
Tisíc devadesát tři je přirozené číslo. Následuje po čísle tisíc devadesát dva a předchází číslu tisíc devadesát čtyři. Římskými číslicemi se zapisuje MXCIII a řeckými číslicemi ,αϟγ´.

## Matematika
1093 je:
- Prvočíslo
- Nejmenší Wieferichovo prvočíslo
- S čísly 1091 a 1097 tvoří prvočíselnou trojici
- Hvězdové číslo
- Deficientní číslo
- Šťastné číslo

## Astronomie
- (1093) Freda je planetka hlavního pásu, kterou objevil v roce 1925 Benjamin Jekhowsky
- NGC 1093 je spirální galaxie v souhvězdí Trojúhelníku

## Roky
- 1093
- 1093 př. n. l.